# Goa Gajah

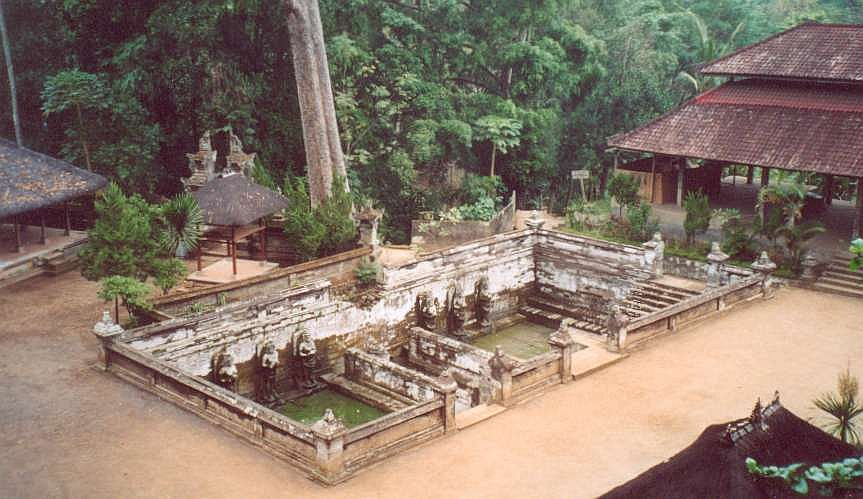
De fontein

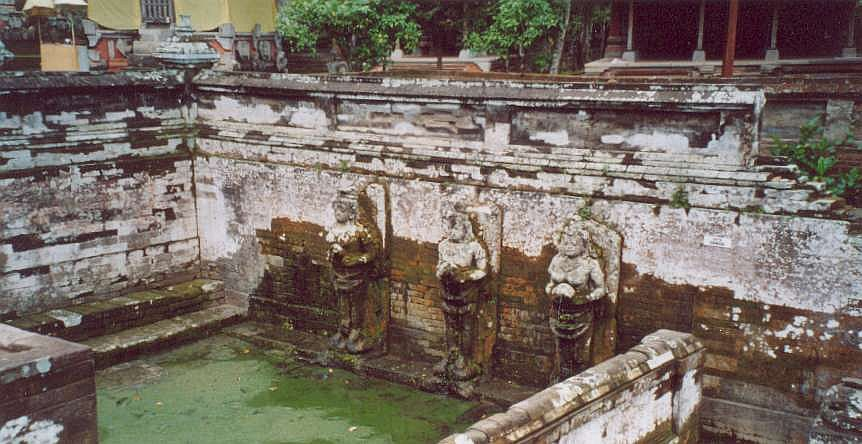
Waterspuwende nimfen in de fontein

Goa Gajah, ook wel Olifantengrot genoemd, is een tempelgrot die ligt ten oosten van Peliatan vlak bij Ubud, midden op het Indonesische eiland Bali. Het heiligdom dateert uit ten minste de 11e eeuw en is in 1922 ontdekt. Opvallend is de diversiteit aan hindoeïstische en boeddhistische elementen.
De ingang van de grot bestaat uit een soort monsterlijk wezen met wijd open mond. De grot heeft een 13 meter lange gang die uitkomt op een T-splitsing. Aan het uiteinde van de linkergang staat een beeld (1 m hoog) van Ganesha met vier armen (de hindoegod met de olifantenkop). In de andere gang staan drie linga, die de manifestaties van Shiva voorstellen. Vlak voor de ingang staat een beeld van de boeddhistische godin Hariti.
De vroegst bekende schriftelijke mededeling over het bestaan is van de hand van Louis Heyting, controleur in dienst van het Nederlands-Indisch koloniaal bestuur op Bali. Dat bericht werd opgenomen in het verslag van de Oudheidkundige dienst van 1923. Omdat de monsterkop boven ingang van de grot stuk was zag de ambtenaar die aan voor een olifant. Over het inwendige van de grot deed hij geen mededelingen.
Op 13 juni 1925 beschreef de kunstenaar Wijnand Otto Jan Nieuwenkamp als eerste het inwendige van de grot. De Baliërs die in de omgeving leefden, schreef hij, durfden de grot niet te betreden. Nieuwenkamp vond er drie linga's en een beeld van Ganesha. De kop boven de ingang was zwaar beschadigd, een gedeelte met de neus was afgebroken en lag tussen de puinbrokken voor de grot. Het kon volgens de onderzoeker geen olifant zijn. Hij vond bij de grot een viertal waterspuiers en nog enkele andere beelden, daaruit trok Nieuwenkamp de conclusie dat er een ritueel bad geweest moest zijn. Langs de grot stroomt de rivier Petanu. In 1954 legde J.C. Krijgsman zeven water gietende vrouwenbeelden bloot, waarvan er een bij een aardbeving vernield was. Ze staan symbool voor de zeven heilige rivieren van India.
Nieuwenkamp tekende het uit- en inwendige van de grot en nam deel aan het herstel van de monsterkop. In 1926 schreef hij een geïllustreerd verslag over zijn eerste bezoek aan de Goa Gajah in het tijdschrift Nederlandsch-Indië, Oud & Nieuw, aflevering 11, maart 1926. Later, op 21 februari 1937,  tekende hij bij een hernieuwd bezoek de herstelde façade van de ingang.